# Automeris anikmeisterae
Automeris anikmeisterae é uma espécie de mariposa do gênero Automeris, da família Saturniidae.
Sua ocorrência foi registrada na Nicarágua, departamento Jinotega, a 1300 m de altitude. Foi ainda encontrada na Costa Rica.